# Palpalá
Palpalá é uma cidade da Argentina, localizada na província de Jujuy.
Está localizada a 13 km a sudeste da capital da cidade de San Salvador de Jujuy e 1686 km da cidade de Buenos Aires, a uma altitude de 1125 metros.[carece de fontes?]